# إيمانويل ليفيناس
إيمانويل ليفيناس (بالإنجليزية: Emmanuel Levinas)‏ (ولد 12 يناير، 1906 - توفي 25 ديسمبر، 1995) كان فيلسوف يهودي فرنسي لتواني الأصل ومعلق تلمودي.
فيلسوف فرنسي من أصل يهودي صاحب «إيتيقا الغيريّة» وكاتب العديد من التفاسير حول التوراة. ساهم في التّعريف بفينومينولوجيا هوسّرل في فرنسا. درّس الفلسفة بجامعة بواتياي سنة 1964 ثمّ انتقل بعد ذلك إلى جامعة نانتار "1967 " وأخيرا إلى السّوربون عام 1973.
اتّهم ليفيناس الفكر الغربي برمّته على أنّه أوّلا فكر كلياني يقوم بإقصاء وبتغييب فكرة اللاّتناهي، وثانيا على أنّه فكر يهتمّ بمفهوم الحقّ ويقصي جانبا مفهوم الخير. لذلك اقترح ليفيناس أن يؤسّس، لا فلسفة تواصل المشروع الميتافيزيقي الغربي القديم في سعيه نحو الحقيقة، بل إيتيقا تؤسّس لخير مشدود إلى الحقّ. وقد عرض ليفيناس هذه الأطروحة في مؤلّفه «الكلّية واللاّتناهي». في هذا الكتاب قام بتوضيح أنّ حضور وجه الآخر ليس مدعاة ضرورة للصّراع وللعنف كما ذهبت إلى ذلك وجوديّة سارتر، بقدر ما هي علاقة قبول. وفي هذا القبول بالآخر دون احتوائه في منظومتنا المعرفيّة تكمن إنسانية الإنسان.

## وصلات خارجية
- إيمانويل ليفيناس على موقع IMDb (الإنجليزية)
- إيمانويل ليفيناس على موقع الموسوعة البريطانية (الإنجليزية)
- إيمانويل ليفيناس على موقع ميوزك برينز (الإنجليزية)
- إيمانويل ليفيناس على موقع إن إن دي بي (الإنجليزية)
- Institute for Levinassian Studies. Complete primary and secondary bibliography، a search engine for Levinas' texts, and more
- The Levinas Online Bibliography (Prof. dr. Joachim Duyndam, editor-in-chief), levinas.nl Hosted by the University of Humanistics, Utrecht, the Netherlands.
- Bibliography of the secondary literature in English.
- موسوعة ستانفورد للفلسفة: "Emmanuel Levinas," by Bettina Bergo.
- Books by a Levinas scholar
- The Emmanuel Levinas web page by Peter Atterton. Includes a short biography.
- New York Times obituary.
- North American Levinas Society: Resources, Calls for Papers, Announcements
- Levinas and Anarchism. Articles and Research Tools by Mitchell Cowen Verter
- Michael R. Michau. "On Escape," a review of Levinas' De L'êvasion. Other Voices, January 2005.
- A Century with Levinas: Celebration of Emmanuel Levinas Centennial · January 1–December 31, 2006
- Adeus: The Epiphany of the Other according to Levinas.
- Espacethique: Emmanuel Levinas and the ethic of responsibility.
- "Emmanuel Levinas" on the Mystical Site.
- Institut d'études Levinassiennes.
- Société Internationale de Recherche Emmanuel Levinas.